# وادي بن احمد (الحيمة الخارجية)

تعديل مصدري - تعديل

وادي بن احمد هي إحدى قرى عزلة المحيام بمديرية الحيمة الخارجية التابعة لمحافظة صنعاء، بلغ تعداد سكانها 183 نسمة حسب تعداد اليمن لعام 2004.